# Hans Carste
Hans Friedrich August Carste (* 5. September 1909 in Frankenthal; † 11. Mai 1971 in Bad Wiessee; eigentlich Hans Häring) war ein deutscher Komponist und Dirigent. Hans Carste verfasste unter anderem die Erkennungsmelodie der Tagesschau.

## Leben
Hans Carste war der Sohn eines Diplomingenieurs und wuchs im niederösterreichischen Marbach an der Donau und in Mährisch-Ostrau auf. Nach dem Abitur begann er 1927 in Wien das Studium der Staats- und Wirtschaftswissenschaften, ehe er an die Musikakademie wechselte und damit zu seiner eigentlichen Berufung fand. Erste praktische Erfahrungen sammelte er an der Wiener Volksoper, ehe er 1929 als Korrepetitor an die Breslauer Oper ging. 1931 zog er nach Berlin, genoss den freizügigen Lebensstil und fand dort schnell seine künstlerische Heimat. Nach der Machtergreifung der Nationalsozialisten trat er zum 1. Mai 1933 der NSDAP bei (Mitgliedsnummer 2.022.456). Während der Vorkriegszeit in Berlin schrieb Carste 24 Filmmusiken und zahlreiche Kabarettkompositionen. Mit der Plattenfirma Electrola hatte er einen Exklusivvertrag geschlossen, dazu betrieb er eine Tanzkapelle unter seinem Namen.
Im Jahr 1942 wurde er zum Kriegsdienst nach Posen einberufen. An der Ostfront wurde er schwer verwundet und geriet im November 1942 in sowjetische Gefangenschaft, aus der er 1948 wieder freikam. Während dieser Zeit entstand ein Großteil seiner Operette Lump mit Herz, welche 1952 am Opernhaus Nürnberg uraufgeführt wurde.
Als Nachfolger von Friedrich Schröder wurde Carste am 1. April 1949 Abteilungsleiter für Unterhaltungs- und Tanzmusik beim RIAS Berlin. Neben seiner Rundfunkarbeit komponierte er weiterhin Filmmusiken, Schlager sowie Tanz- und Unterhaltungsmusik.

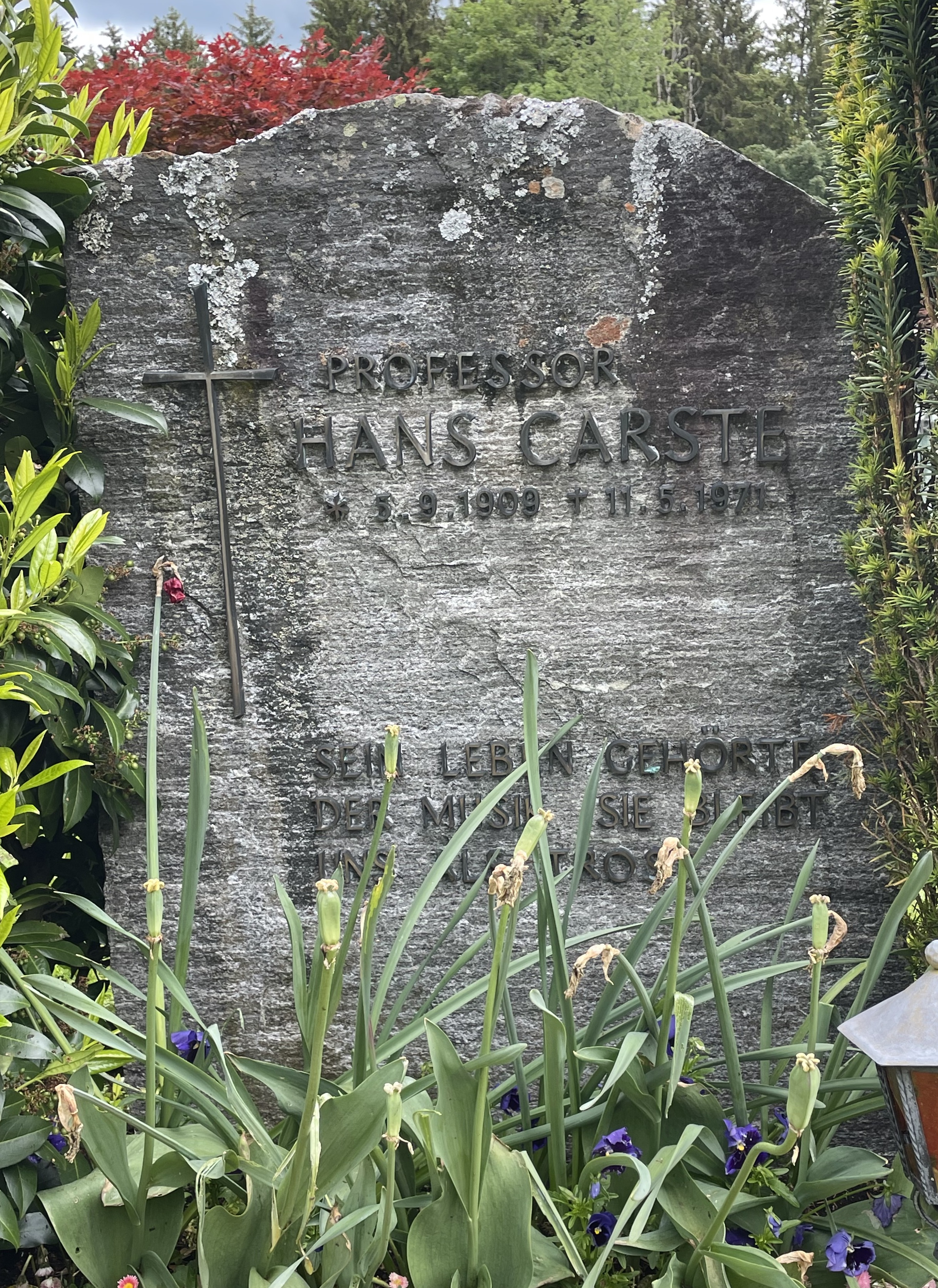
Grabstein von Franz Beyer auf dem Bergfriedhof Bad Wiessee

Als erster Deutscher wurde Carste 1957 zum Präsidenten des Bureau International des Sociétés gérant les Droits d'Enregistrement et de Reproduction Mécanique (BIEM) in Paris ernannt. Außerdem war er Aufsichtsratsvorsitzender der GEMA und Vorstandsmitglied des Deutschen Komponistenverbandes. 1961 wurde ihm der Titel Professor verliehen. Wegen Krankheit legte Carste 1967 alle Ehrenämter nieder und zog sich 1970 schließlich nach Bad Wiessee zurück. Dort starb er am 11. Mai 1971 und ist auch am dortigen Friedhof begraben.
Die sechs Töne lange Erkennungsmelodie der Tagesschau entstammt den Schlusstakten der Fantasie für Hammondorgel und Orchester, die Carste in sowjetischer Kriegsgefangenschaft komponierte. Sie wurde von Rolf Kühn 1956 für ein 90-köpfiges Rundfunkorchester bearbeitet. Für die Nutzung des Fanfarenfragments aus diesem Stücks erhielt die Witwe Grit-Sieglinde Carste noch in den 2010er Jahren eine monatlich vierstellige GEMA-Ausschüttung.

## Werke
- Lüg’ nicht Baby, Musikalisches Lustspiel in drei Akten, uraufgeführt 1939 in Berlin
- Durch’s Schlüsselloch Revue, uraufgeführt 1941 in Berlin
- Lump mit Herz, Operette, 3 Akte, uraufgeführt 1952 in Nürnberg
- Rampenlicht, Theaterstück mit Musik, 3 Akte, Rundfunkproduktion für BR und NDR 1969
- Fantasie für Hammondorgel und Orchester

## Filmmusik
| - 1933: Gretel zieht das große Los - 1934: Es knallt - 1934: Das Erbe in Pretoria - 1934: Der Flüchtling aus Chicago - 1934: In Sachen Timpe - 1934: Liebe dumme Mama - 1935: Ein ganzer Kerl - 1935: Varieté - 1935: Der Außenseiter - 1937: Der andere Mann - 1937: Die Unterschlagung - 1937: Die gläserne Kugel - 1937: Spiel auf der Tenne - 1937: IA in Oberbayern - 1937: Unter Ausschluß der Öffentlichkeit | - 1937: So weit geht die Liebe nicht - 1937: Sparkasse mit Likör - 1937: Spiel auf der Tenne - 1938: Maja zwischen zwei Ehen - 1939: Die barmherzige Lüge - 1939: Die Frau ohne Vergangenheit - 1939: Drei wunderschöne Tage - 1940: Die unvollkommene Liebe - 1949: Madonna in Ketten - 1952: Tagesschau - 1954: Glückliche Reise - 1955: Liebe ist ja nur ein Märchen - 1955: Laß die Sonne wieder scheinen - 1957: Frühling in Berlin - 1961: Im schwarzen Rößl |

## Auszeichnungen
- Paul-Lincke-Ring, 1961